# Acoustic Verses
Acoustic Verses är det femte studioalbumet med det norska progressiv metal-bandet Green Carnation, utgivet 2006 av skivbolaget  Sublife.

## Låtförteckning
1. "Sweet Leaf" (Tchort) – 4:38
2. "The Burden Is Mine... Alone" (Sordal) – 3:15
3. "Maybe?" (Nordhus) – 5:02
4. "Alone" (Tchort) – 3:44
5. "9-29-045" (Sordal) – 15:29
6. "Child's Play Part 3" (instrumental) (Moen) – 3:32
7. "High Tide Waves" (Jacksonville/Krumins) – 7:49

Text spår 4 baserad på poem av Edgar Allan Poe

## Medverkande
Musiker (Green Carnation-medlemmar)
- Tchort (Terje Vik Schei) – akustisk gitarr
- Tommy Jacksonville – trummor, percussion
- Stein Roger Sordal – basgitarr, bakgrundssång
- Michael S. Krumins – gitarr, theremin
- Kjetil Nordhus – sång
- Kenneth Silden – piano, mellotron
- Bjørn Harstad – gitarr

Bidragande musiker
- Bernt A Moen – cello
- Leif Wiese – violin
- Gustav Ekeberg – viola

Produktion
- Endre Kirkesola – ljudtekniker, ljudmix
- Hans K. Eidskard – ljudtekniker, ljudmix
- Stein Roger Sordal – ljudtekniker, ljudmix
- Bjørn Harstad – mastering
- Roald Rasberg – mastering
- Jon Tønnessen – omslagsdesign, foto
- Ivan Ridgway – foto
- Elissa Ridgway – foto